# Site archéologique de Čelarevo
Le site archéologique de Čelarevo (en serbe cyrillique : Археолошки локалитет Челарево ; en serbe latin : Arheološki lokalitet Čelarevo) est situé sur le territoire du village de Čelarevo, près de Bačka Palanka, dans la province de Voïvodine, en Serbie. Il remonte à la fin du VIIIe siècle et à la première moitié du IXe siècle. En raison de son importance, il figure sur la liste des sites archéologiques d'importance exceptionnelle de la République de Serbie.

## Présentation
Le site archéologique de Čelarevo est situé sur une terrasse alluviale, à 500 m de la rive gauche du Danube. Les fouilles, réalisées depuis 1972, ont permis de mettre au jour environ 650 tombes, datées de la fin du VIIIe siècle et de la première moitié du IXe siècle. La nécropole abrite les sépultures de trois populations différentes.
Un premier ensemble de tombes remonte aux Avars, un peuple aux croyances chamaniques. Les morts sont enterrés dans des fosses rectangulaires à fond plat, avec ou sans cercueil ; les défunts étaient inhumés avec de la nourriture et de la boisson pour accompagner leurs premiers jours de purification. Dans certaines de ces tombes, des chevaux ont été rituellement offerts en sacrifice, parés de selles richement ornées et de licous.
Un second ensemble, constitué de tombes à niches, appartient à la culture des Khazars, convertis au judaïsme. Les archéologues y ont retrouvé des fragments de briques romaines ; sur certaines d'entre elles, en très petit nombre, étaient, semble-t-il, inscrits les mots YHWH et Israël. Des chandeliers à sept branches sculptés (menorah), de l'etrog et du loulav ont également été mis au jour sur le site.
Le troisième groupe de tombes correspond à celles des Slaves, dont les sépultures sont modestes et peu profondes. Parmi ces tombes ont été retrouvées des urnes contenant des morts incinérés. 
À 4 km de la nécropole, un atelier d'orfèvres a également été mis au jour.